# Volkswagen Motorsport
Volkswagen Motorsport est le département compétition du constructeur allemand Volkswagen. La dénomination sociale de l'écurie est Volkswagen Motorsport GmbH ; cette société appartient à 100 % à Volkswagen AG. Elle est basée à Hanovre en Allemagne. Engagée en championnat du monde des rallyes à partir de 2013 avec la Polo R WRC, Volkswagen met fin à son programme à la suite du scandale du Dieselgate et de ses répercussions économiques. Elle a remporté les titres Pilotes (Sébastien Ogier), Copilotes (Julien Ingrassia) et Constructeurs quatre fois de suite (2013 à 2016 inclus). Volkswagen Motorsport est tourné depuis 2017 vers le championnat du monde de rallycross FIA avec le soutien officiel de la structure PSRX Volkswagen Sweden du double champion du monde Petter Solberg.
En décembre 2020, Volkswagen Motorsport cesse ses activités dans le sport automobile, la division est définitivement fermée.

## Historique

### 2011-2012: le programme WRC se prépare
Volkswagen a participé à quatre rallyes (Rallye de Finlande, Rallye d'Allemagne, Rallye de Catalogne et Rallye de Grande-Bretagne) du 2011 avec sept pilotes différents. L'Allemand Christian Riedemann est le seul pilote à en avoir disputés deux.
En novembre 2011, l'équipe a révélé avoir conclu un contrat pluriannuel avec les étoiles montantes du rallye français, le Sébastien Ogier et son copilote Julien Ingrassia. En 2012, l'équipe a développé la Volkswagen Polo R WRC tout en suivant une campagne WRC quasi complète (ils ne manque que la Nouvelle-Zélande) avec deux Skoda Fabia S2000. Sébastien Ogier était au volant pour chacun des rallyes, tandis que la seconde voiture était partagée entre Andreas Mikkelsen et Kevin Abbring. Une troisième voiture a été alignée sur le rallye d'Allemagne, confiée à Sepp Wiegand.
Cette saison a été marquée par quelques points forts, notamment le Rallye de Sardaigne avec une victoire de spéciale et une cinquième place au classement général pour Sébastien Ogier. C'est alors le meilleur résultat d'une S2000 en Championnat du Monde des Rallyes.
En octobre, Volkswagen Motorsport a annoncé avoir signé avec Jari-Matti Latvala et son copilote Miikka Anttila, appelés à rejoindre Sébastien Ogier et Julien Ingrassia pour disputer la saison 2013 au volant de la Volkswagen Polo R WRC.

### 2013: les lauriers dès les débuts

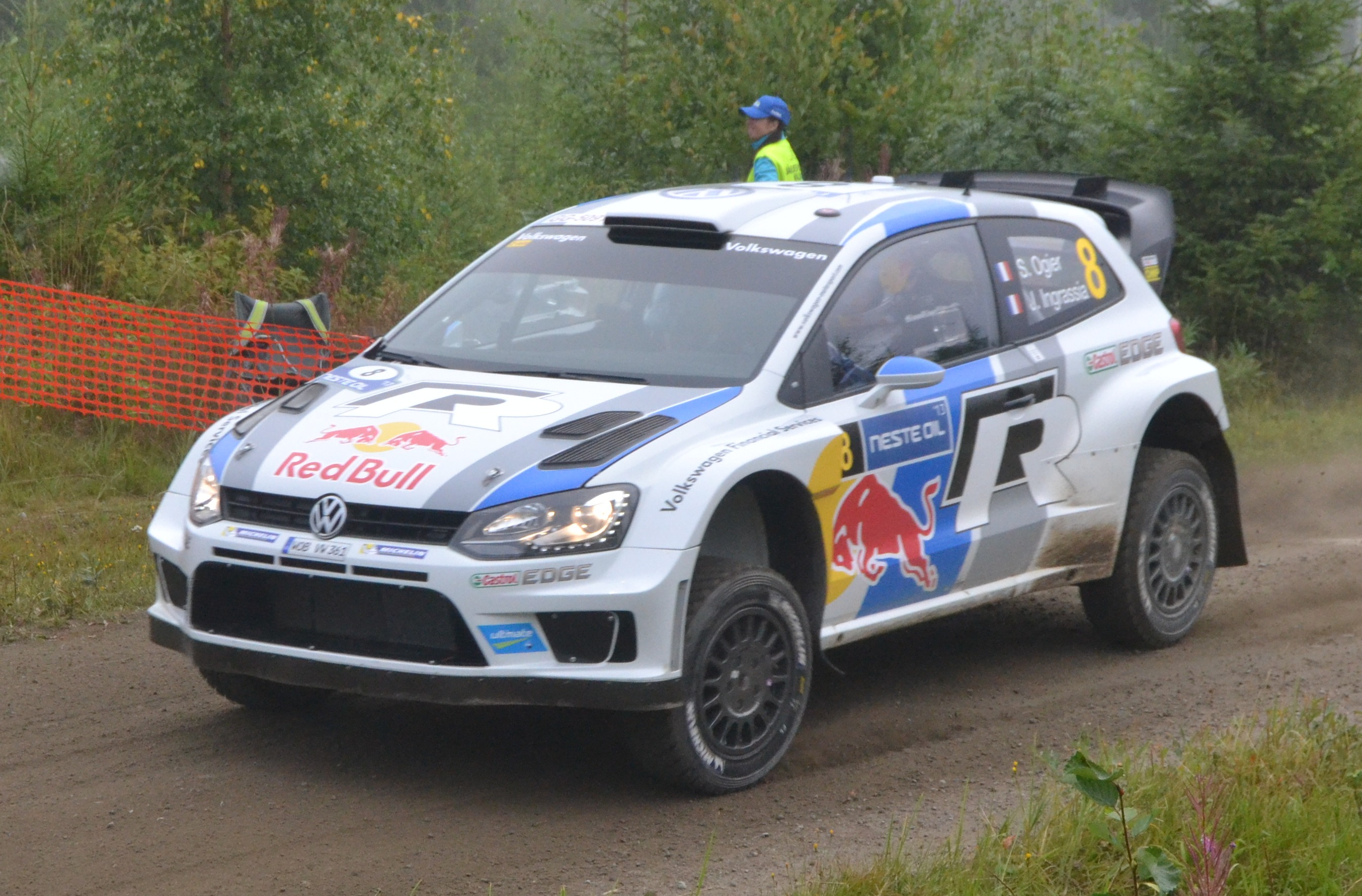
Sébastien Ogier durant le Rallye de Finlande 2013.

En 2013, Volkswagen Motorsport a fait son entrée en WRC en tant qu'équipe constructeur. Sébastien Ogier et Jari-Matti Latvala ont été rejoints par Andreas Mikkelsen à partir de la quatrième manche, le Rallye du Portugal. Le Norvégien et son nouveau copilote Mikko Markkula ont été inscrits au sein d'une seconde équipe baptisée "Volkswagen Motorsport II", afin d'avoir le temps de tester la Polo R WRC.
Le coup d'envoi du saison 2013 a été donné avec le Rallye Monte-Carlo. Des débuts réussis pour Volkswagen, qui a remporté la toute première spéciale de l'année grâce à Sébastien Ogier. Un premier succès qui en appelait d'autres pour la Volkswagen Polo R WRC du Français, classé deuxième du rallye derrière Sébastien Loeb.
L'équipe a décroché sa première victoire dès son deuxième rallye WRC, Sébastien Ogier s'imposant en Suède. Jari-Matti Latvala a accroché la quatrième place et remporté sa première victoire de spéciale avec l'équipe.
La domination de Volkswagen Motorsport a été totale sur cette saison, avec 10 victoires et 18 podiums acquis en l'espace de 13 rallyes. Les titres Pilotes et Copilotes reviennent à Sébastien Ogier et Julien Ingrassia dès le Rallye de France-Alsace, tandis que Volkswagen décroche le titre Constructeurs sur la manche suivante, en Catalogne.

### 2014: la défense du titre
En 2014, Volkswagen Motorsport continue sur sa lancée avec les mêmes pilotes qu'en 2013. L'équipe allemande remporte finalement douze rallyes sur treize possibles : huit avec Ogier et quatre avec Latvala, le Rallye d'Allemagne étant remporté par Thierry Neuville (Hyundai WRT). Durant cette saison, Mikkelsen se sépare de son copilote Mikko Markkula (fi) pour refaire équipe avec Ola Fløene à partir du rallye de Sardaigne.

### 2015: la continuité

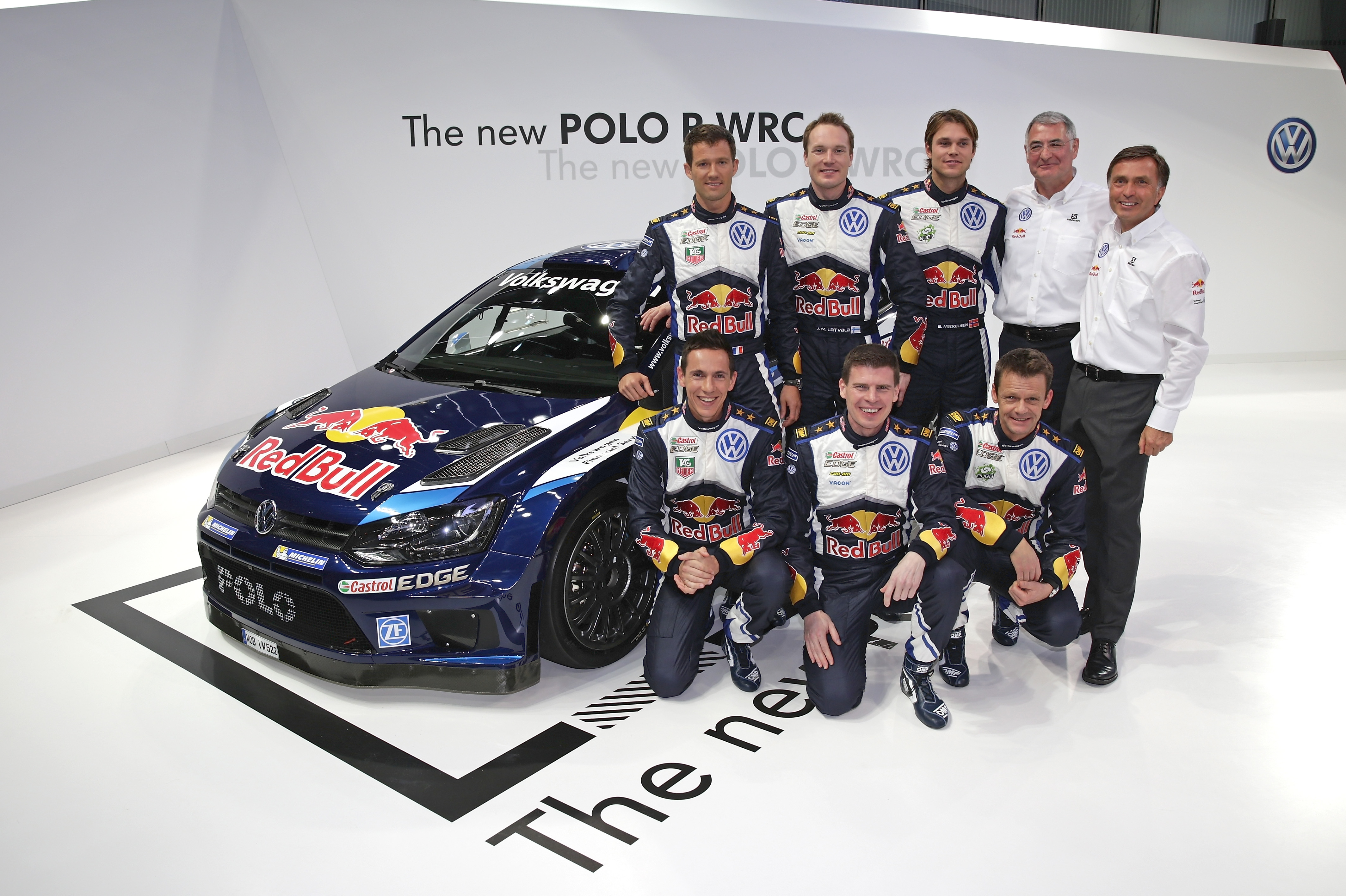
L'équipe Volkswagen Motorsport 2015.

Comme on ne change pas une équipe qui gagne, Volkswagen Motorsport se lance dans la saison 2015 avec les mêmes équipages que l'année précédente. La Volkswagen Polo R WRC reçoit une nouvelle livrée plus colorée, un moteur de 318 ch (contre 315 ch en 2014) et une boîte de vitesses hydraulique. L'équipe allemande remporte le titre pour la troisième année consécutive et douze rallyes, sur treize possibles, pour la deuxième année consécutive. Ogier, qui remporte le titre pour la troisième fois, a gagné huit rallyes, Latvala trois et Mikkelsen un, sa première victoire en WRC. Seul Kris Meeke (Citroën Racing) parvient à briser la série en remportant le Rallye d'Argentine.

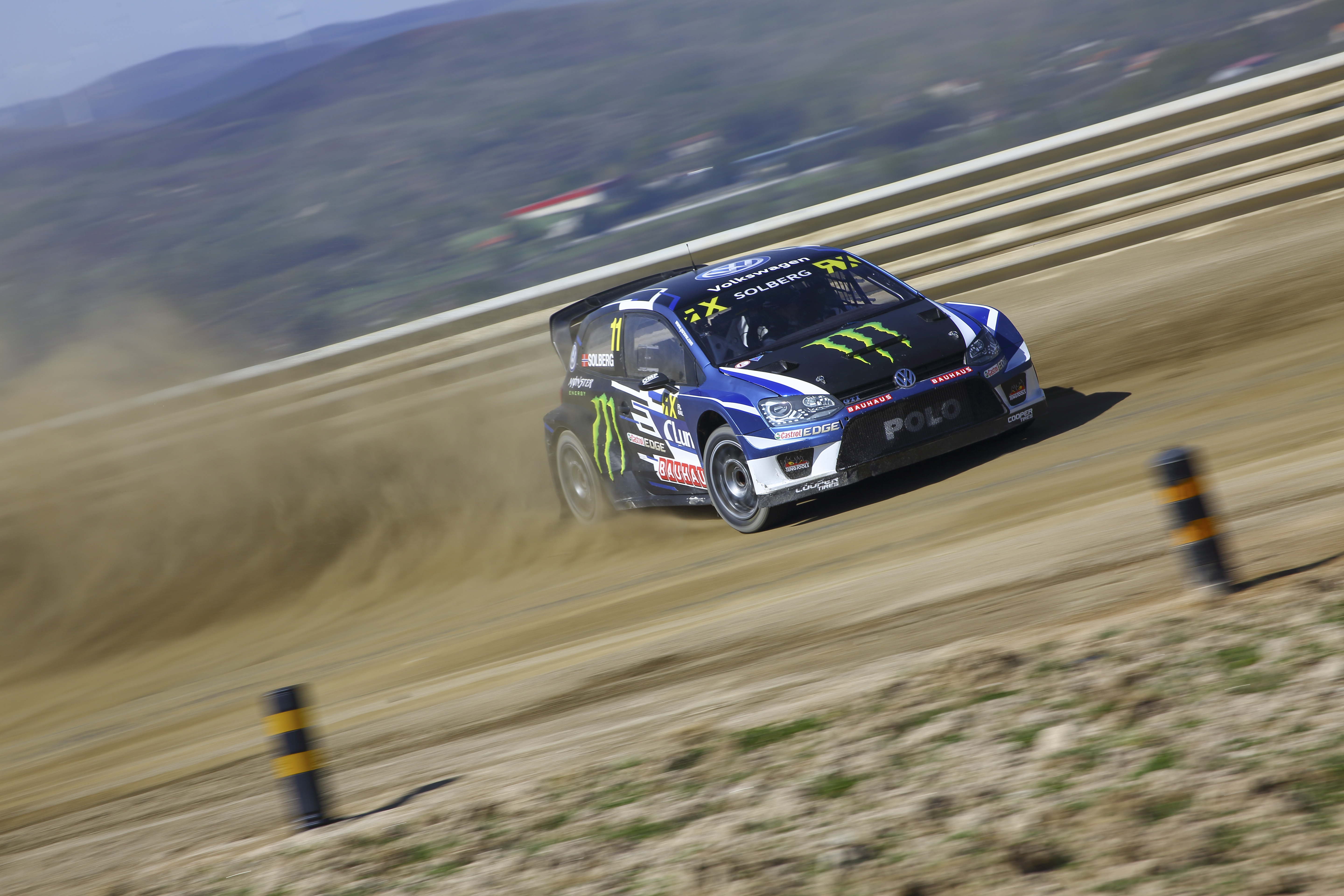
Petter Solberg et sa Volkswagen Polo GTI Supercar en 2017

### 2017: rallycross et nouveaux défis
À la suite du retrait du WRC fin 2016, Volkswagen Motorsport décide de s'orienter vers le jeune et spectaculaire championnat du monde de rallycross FIA. Dans ce championnat qui a désormais le plus le vent en poupe, c'est à l'équipe du double champion du monde de la discipline Petter Solberg que le constructeur allemand décide d'apporter son soutien . Avec une préparation courte à cause de la décision prise tardivement pendant l'hiver 2016-2017, l'équipe réutilise des anciens châssis de Volkswagen Polo R WRC adaptés au règlement du World RX, à savoir un moteur 2.0L turbo développant plus de 600 chevaux sans aucune aide au pilotage. L'équipe fera face à trois constructeurs engagés officiellement dans la discipline, à savoir Peugeot, Ford, ainsi qu'un autre constructeur du groupe Volkswagen, Audi.
Dès l'ouverture de la saison à Barcelone, l'équipe impressionne par son niveau de performance élevée. Les voitures de Petter Solberg et Johan Kristoffersson sont un ton au-dessus de celles de leurs adversaires, mais il faut attendre la quatrième course de la saison en Belgique pour enfin remporter une victoire.
L'équipe est sacrée championne du monde par équipe deux courses avant le terme du championnat, Johan Kristoffersson devenant également champion du monde pilote.

## Palmarès

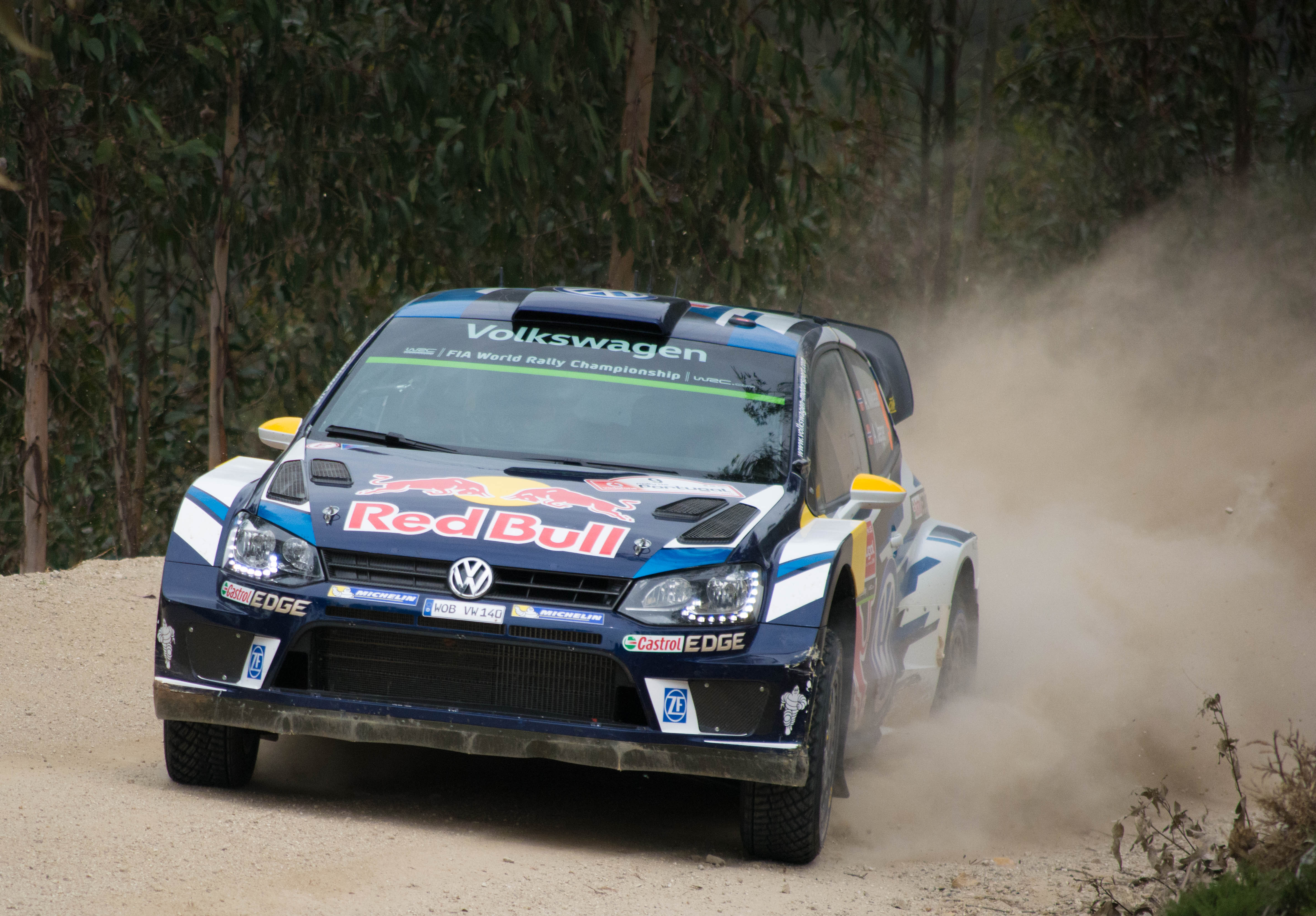
La Polo R WRC 2016

- 4 titres de Champion du monde constructeurs 2013, 2014, 2015 et 2016 avec la Polo R WRC.
- 4 titres de Champion du monde pilotes 2013, 2014, 2015 et 2016 avec Sébastien Ogier.

### Résultats en championnat du monde des rallyes
| Saison | Voiture           | Pneumatiques | Équipages                                            | Équipages                                           | Rallyes disputés | Victoires | Points inscrits | Classement final |
| Saison | Voiture           | Pneumatiques | Pilotes                                              | Copilotes                                           | Rallyes disputés | Victoires | Points inscrits | Classement final |
| ------ | ----------------- | ------------ | ---------------------------------------------------- | --------------------------------------------------- | ---------------- | --------- | --------------- | ---------------- |
| 2013   | Volkswagen Polo R | Michelin     | Sébastien Ogier Jari-Matti Latvala Andreas Mikkelsen | Julien Ingrassia Miikka Anttila Mikko Markkula (fi) | 13               | 10        | 452             | Champion         |
| 2014   | Volkswagen Polo R | Michelin     | Sébastien Ogier Jari-Matti Latvala Andreas Mikkelsen | Julien Ingrassia Miikka Anttila Ola Fløene          | 13               | 12        | 485             | Champion         |
| 2015   | Volkswagen Polo R | Michelin     | Sébastien Ogier Jari-Matti Latvala Andreas Mikkelsen | Julien Ingrassia Miikka Anttila Ola Fløene          | 13               | 12        | 414             | Champion         |
| 2016   | Volkswagen Polo R | Michelin     | Sébastien Ogier Jari-Matti Latvala Andreas Mikkelsen | Julien Ingrassia Miikka Anttila Andreas Jaeger      | 13               | 8         | 377             | Champion         |

### Résultats en championnat du monde de rallycross
| Saison | Voiture                      | Pneumatiques | Équipages                           | Courses disputés | Victoires | Points inscrits | Classement final |
| Saison | Voiture                      | Pneumatiques | Pilotes                             | Courses disputés | Victoires | Points inscrits | Classement final |
| ------ | ---------------------------- | ------------ | ----------------------------------- | ---------------- | --------- | --------------- | ---------------- |
| 2017   | Volkswagen Polo GTI Supercar | Cooper Tire  | Petter Solberg Johan Kristoffersson | 12               | 7         | 496             | Champion         |
| 2018   | Volkswagen Polo GTI Supercar | Cooper Tire  | Petter Solberg Johan Kristoffersson | 12               | 11        | 568             | Champion         |